# 대한민국 민사소송법 제72조
대한민국 민사소송법 제72조는 참가신청의 방식에 대한 민사소송법 조문이다.

## 조문
제72조(참가신청의 방식) ① 참가신청은 참가의 취지와 이유를 밝혀 참가하고자 하는 소송이 계속된 법원에 제기하여야 한다.
②서면으로 참가를 신청한 경우에는 법원은 그 서면을 양쪽 당사자에게 송달하여야 한다.
③참가신청은 참가인으로서 할 수 있는 소송행위와 동시에 할 수 있다.

## 참고 문헌
- 조상희, 『법학전문대학원 민사소송법 기본강의』. 한국학술정보(주), 2009. ISBN 978895323077
- 이동률, 민사소송의 당사자론, 삼우사, 2007. ISBN 9788991083189